# Tobilota
Tobilota is een bestuurslaag in het regentschap Flores Timur van de provincie Oost-Nusa Tenggara, Indonesië. Tobilota telt 565 inwoners (volkstelling 2010).